# Ann Marie Fleming
Pour les articles homonymes, voir Fleming.
Ann Marie Fleming (née en 1962 à Okinawa) est une réalisatrice indépendante et artiste visuelle canadienne d'origines sino-australienne.

## Publications

Lithographie pour Long Tack Sam, magicien que Ann Marie Fleming a étudié. Poster de 1919.

- The Magical Life of Long Tack Sam (en): An Illustrated Memoir, Riverhead Books (en), 2007.

## Récompenses et distinctions
- 2002 : 
  - Prix du meilleur court-métrage canadien du festival de Toronto pour Blue Sky
  - Prix FIPRESCI du festival des films du monde de Montréal pour Blue Skies
- 2004 : Prix du public et prix du jury de du festival du film asiatique de San Diego pour The Magical Life of Long Tack Sam
- 2004 : Prix VIFVF du meilleur documentaire au festival du film indépendant de Victoria pour The Magical Life of Long Tack Sam
- 2008 : Prix Doug Wright du meilleur livre pour The Magical Life of Long Tack Sam: An Illustrated Memoir.

Son film Window Horses (en) (The Poetic Persian Epiphany of Rosie Ming) figure dans la liste « Canada's Top Ten », les dix meilleurs longs-métrages canadiens de 2016, sélectionnés par un jury composé de sept réalisateurs et experts de l'industrie du cinéma, coordonné par TIFF.